# Pouteria belizensis
Pouteria belizensis é um espécie de planta na família Sapotaceae. É encontrada em Belize, na Guatemala e no México.